# PDFCreator
PDFCreator는 마이크로소프트 윈도우 운영 체제에서 문서들을 PDF 포맷으로 변환하기 위한 응용 프로그램이다. PDF 파일로 인쇄하는 가상 프린터를 생성함으로써 작동하므로 인쇄를 선택하고 애플리케이션 내에서 PDFCreator 프린터로 인쇄함으로써 실질적으로 모든 애플리케이션이 PDF 파일을 만들 수 있게 한다.
PDFCreator Free 외에도 추가 기능이 들어간 비즈니스 에디션들이 존재한다: PDFCreator Professional, PDFCreator Server, PDFCreator Terminal Server.
2009년부터 PDFCreator는 클로즈드 소스애드웨어, 도구 모음, 기타 소프트웨어를 기본 설치된 상태로 포함시키고 있다.

## 같이 보기
- PDF 소프트웨어 목록